# Großsteingrab Hüven-Süd
Das Großsteingrab Hüven-Süd (auch Hüvener Mühle genannt) ist entweder ein Ganggrab oder ein Großdolmen mit der Sprockhoff-Nr. 843.

## Beschreibung
Das Großsteingrab entstand im Neolithikum zwischen 3500 und 2800 v. Chr. und ist eine Megalithanlage der Trichterbecherkultur (TBK). Neolithische Monumente sind Ausdruck der Kultur und Ideologie neolithischer Gesellschaften. Ihre Entstehung und Funktion gelten als Kennzeichen der sozialen Entwicklung.
Das Großsteingrab liegt westlich der Lähdener Str. (L 65) an der Straße Hüvener Mühle, südlich von Hüven im Landkreis Emsland in Niedersachsen.
Die etwa 5,0 × 2,0 Meter große nordwest-südost orientierte Kammer liegt in den Resten eines 22 × 16 Meter großen Hügels, von dessen Einfassung und Zugang keine Steine erhalten sind. Neun Tragsteinoberkanten sind zu erkennen. Die drei Decksteine liegen noch in situ.